# Lochwitz
Lochwitz ist ein Dorf im östlichen Landkreis Mansfeld-Südharz (Sachsen-Anhalt). Es gehört zur Ortschaft Heiligenthal, die ein Ortsteil der Stadt Gerbstedt ist.

## Lage
Lochwitz liegt einen Kilometer westlich von Heiligenthal am Feldweg nach Freist. Dieser ist nach Heiligenthal hin gepflastert und die wichtigste Verbindung zur Außenwelt. Außerdem verbindet die kleine schlammige Straße Wiesenweg, der zum Wiesengrund wird, den Ort mit der Landstraße 154 im Norden. Durch Lochwitz verläuft das Flüsschen Schlenze, es liegt an der Einmündung des Weiden- und des Bretzgrundes (Bretz kommt aus dem slawischen und bedeutet Birke), durch den der Feldweg nach Freist verläuft, in das Schlenzetal. Beide Gründe sind bewaldet und begrenzen den Lindenberg im Südosten. Ein kleines Rinnsal beginnt in Lochwitz und mündet im Ort in die Schlenze.
Die Ortschaft selbst ist in Nordnordost-Süd-Richtung langgezogen, hat eine Fläche von 6 ha und ist rund 500 m lang. Sie gliedert sich in einen südlichen Teil, der 100 m breit ist, einen mittleren breiteren Teil, der 250 m breit ist und in dem auch die Dorfkirche Sankt Pankraz steht sowie einen kleinen Ausläufer im Norden. außerdem gibt es noch wenige Häuser in den beiden Gründen. Nördlich von  Lochwitz biegt die Schlenze nach Nordosten nach Zabenstedt hin ab. Neben dem bereits genannten Lindenberg gibt es noch den Goldberg bei Heiligenthal, von dem man gut auf Lochwitz schauen kann, den Seeberg in Richtung Zabenstedt, auf dem ein mächtiger Findling lag, sowie noch einen weiteren Goldberg in der gleichen Richtung.

## Lochwitzer Seenlöcher
Einst gab es im Schlenzetal bei Lochwitz an der Einmündung der Feldmulde Kohlgrund drei mit Wasser gefüllte Seen, deren Salzwasser beständig in die Schlenze abfloss und eine Mühle antrieb. Es gab jedoch keine oberirdischen Zuflüsse. Nur der Abfluss des kleinsten versiegte manchmal. Die beiden größeren Löcher waren 6 – 8 m voneinander entfernt. Die Löcher hatten steile Wände, das größte und östliche wurde 1805 mit dem Lotverfahren 39,06 m und 1807 37,2 m tief gemessen. Es hatte einen Umfang von etwas weniger als 300 m und sein Wasser fror im Winter nie zu und dampfte im Herbst und Winter stark.
In den Jahren 1717 und 1722 brodelte das Wasser der Seelöcher stark, vermutlich durch Erdeinbrüche oder Wassereinbrüche. Viele Geologen haben die Löcher untersucht, der Bergbauhauptmann Johann Carl Freiesleben begründete die Existenz der Seelöcher mit Wasserführenden unterirdischen Kalkschichten, die in mehreren Etagen von der Landschaft um Helbra bis zur Saale reichen und unter den Seelöchern etagenübergreifend Wasser ausdrücken. In den 1870er Jahren sank der Wasserspiegel vermutlich durch den Schlüsselstollen, der die Schichten verletzte und sie bis heute entwässert. Auch die Schlenze führt seit dem weniger Wasser.
Nachdem die Seen versiegt waren, schüttete der Bauer Hertel, dem der Acker gehörte, sie zu. Die Mühle, die durch die Seelöcher vorher gespeist wurde, wurde durch ein Schlenzehochwasser am 14. Juli 1910 schwer beschädigt und danach abgebrochen. Ihre Steine wurden für Reparaturen am Zabenstedter Kirchturm verwendet.